# Christina Anna Skytte
Christina Anna Skytte af Duderhof, född 1643, död 1677, var en svensk friherrinna och pirat. Tillsammans med sin bror Gustav Adolf Skytte och sin make friherre Gustaf Drake var hon inblandad i sjöröveriverksamhet.

## Biografi
Christina Anna Skytte var dotter till friherre Jakob Skytte och Anna Bjelkenstjerna, sondotter till Johan Skytte och brorsdotter till Vendela Skytte. Hennes bror Gustav Adolf Skytte hade år 1657 överfallit och plundrat ett holländskt skepp med en grupp medbrottslingar, och sedan i hemlighet ägnat sig åt sjöröveri. Christina Anna Skytte och hennes trolovade friherre Gustaf Drake var båda engagerade i denna verksamhet och ska ha utfört ett mord på en av de medansvariga. År 1662 gifte hon sig med Drake.
Christina Anna Skytte var ingen passiv utan en aktiv partner i verksamheten. Då brodern och maken år 1663 anföll ett holländskt handelsfartyg mellan Öland och Bornholm och mördade dess besättning, var hon enligt uppgift närvarande på skeppet. Efter detta anfall avslöjades hela verksamheten och Gustav Adolf Skytte arresterades och avrättades. Christina Anna Skytte och hennes make Gustaf Drake flydde till Tyskland och undvek straff. De återvände till Sverige 1668, och blev då benådade. De bosatte sig sedan på Edeby gård nordväst om Nyköping.